# Championnats d'Europe juniors d'athlétisme 2019
Navigation
2017 2021
La 25e édition des Championnats d'Europe juniors d'athlétisme se déroule du 18 au 21 juillet 2019 à Borås en Suède.

## Résultats

### Hommes
| Épreuves | Or                                                                | Or                     | Argent                                                           | Argent              | Bronze                                                             | Bronze            |
| --- | ----------------------------------------------------------------- | ---------------------- | ---------------------------------------------------------------- | ------------------- | ------------------------------------------------------------------ | ----------------- |
| 100 m (vent : 0,0 m/s) | Lorenzo Paissan Italie                                            | 10 s 44                | Antoni Plichta Pologne                                           | 10 s 52             | Chad Miller Grande-Bretagne                                        | 10 s 53           |
| 200 m (vent : -1,2 m/s) | Onyema Adigida Pays-Bas                                           | 21 s 08                | Elias Goer Allemagne                                             | 21 s 16             | Mattia Donola Italie                                               | 21 s 18           |
| 400 m | Edoardo Scotti Italie                                             | 45 s 88 EU20L          | Bernat Erta Espagne                                              | 46 s 24 PB          | Ricky Petrucciani Suisse                                           | 46 s 34           |
| 800 m | Oliver Dustin Grande-Bretagne                                     | 1 min 50 s 56          | Ben Pattison Grande-Bretagne                                     | 1 min 50 s 68       | Finley McLear Grande-Bretagne                                      | 1 min 51 s 19     |
| 1 500 m | Nuno Pereira Portugal                                             | 3 min 55 s 85          | Robin van Riel Pays-Bas                                          | 3 min 56 s 03       | Joshua Lay Grande-Bretagne                                         | 3 min 56 s 20     |
| 3 000 m | Elias Schreml Allemagne                                           | 8 min 16 s 07 PB       | Miloš Malešević Serbie                                           | 8 min 16 s 68 PB    | Ömer Amaçtan Turquie                                               | 8 min 17 s 51 PB  |
| 5 000 m | Aaron Las Heras Espagne                                           | 14 min 02 s 76 PB      | Ayetullah Aslanhan Turquie                                       | 14 min 05 s 01 PB   | Darragh McElhinney Irlande                                         | 14 min 06 s 05    |
| 110 m haies (99 cm) (vent : -1,7 m/s) | Joshua Zeller Grande-Bretagne                                     | 13 s 39                | Mark Heiden Pays-Bas                                             | 13 s 58 PB          | Paul Chabauty France                                               | 13 s 64           |
| 400 m haies | Carl Bengtström Suède                                             | 50 s 32 SB             | Seamus Derbyshire Grande-Bretagne                                | 50 s 86 PB          | Matej Baluch Slovaquie                                             | 51 s 26 PB        |
| 3 000 m steeple | Murat Yalçinkaya Turquie                                          | 8 min 58 s 20          | Omar Nuur Suède                                                  | 8 min 58 s 79 PB    | Etson Barros Portugal                                              | 9 min 01 s 85     |
| 4 × 100 m | Allemagne Fabian Olbert Simon Wulff Elias Goer Lucas Ansah-Peprah | 39 s 79                | Italie Mattia Donola Lorenzo Paissan Lorenzo Ianes Lorenzo Patta | 39 s 89             | Pays-Bas Keitharo Oosterwolde Mark Heiden Gino van Wijk Brett Duff | 40 s 28           |
| 4 × 400 m | Turquie Oğuzhan Kaya Kubilay Ençu Berke Akçam Ilyas Çanakçi       | 3 min 08 s 34 EU20L    | Tchéquie Ladislav Topfer Filip Ličman Daniel Lehár Matěj Krsek   | 3 min 08 s 50 NU20R | Espagne Eliezer Zolawo Javier Sánchez Vicente Antúnez Bernat Erta  | 3 min 08 s 66     |
| 10 000 m marche | Mikita Kaliada Biélorussie                                        | 41 min 10 s 03 EU20L   | Riccardo Orsoni Italie                                           | 41 min 51 s 71 PB   | Łukasz Niedziałek Pologne                                          | 42 min 20 s 66 SB |
| Saut en hauteur | Thomas Carmoy Belgique                                            | 2,22 m                 | Oleh Doroshchuk Ukraine                                          | 2,14 m              | Arttu Mattila Finlande                                             | 2,12 m SB         |
| Saut à la perche | Pål Haugen Lillefosse Norvège                                     | 5,41 m                 | Illya Kravchenko Ukraine                                         | 5,31 m              | Robin Emig France                                                  | 5,31 m PB         |
| Saut en longueur | Jules Pommery France                                              | 7,83 m PB              | Jarod Biya Suisse                                                | 7,78 m NU20R        | Andreas Samuel Bucșă Roumanie                                      | 7,53 m            |
| Triple saut | Artem Konovalenko Ukraine                                         | 16,50 m EU20L          | Mark Mazheika Biélorussie                                        | 16,22 m PB          | Andreas Pantazis Grèce                                             | 16,08 m PB        |
| Lancer du poids (6 kg) | Aleh Tamashevich Biélorussie                                      | 21,32 m                | Wojciech Marok Pologne                                           | 20,07 m PB          | Alperen Karahan Turquie                                            | 19,76 m           |
| Lancer du disque (1,75 kg) | Yasiel Brayan Sotero Espagne                                      | 62,93 m                | Michal Forejt Tchéquie                                           | 62,17 m PB          | Jakub Forejt Tchéquie                                              | 61,64 m           |
| Lancer du marteau (6 kg) | Myhaylo Kokhan Ukraine                                            | 84,73 m EU20R CR WU20L | Chrístos Frantzeskákis Grèce                                     | 84,22 m NU20R       | Giorgio Olivieri Italie                                            | 78,75 m           |
| Lancer du javelot | Simon Wieland Suisse                                              | 79,44 m NU23R          | Krišjanis Suntažs Lettonie                                       | 79,23 m PB          | Dimítrios Tsitsos Grèce                                            | 77,79 m PB        |
| Décathlon U20 | Simon Ehammer Suisse                                              | 7 851 pts NU20R        | Léon Mak Pays-Bas                                                | 7 700 pts PB        | Markus Rooth Norvège                                               | 7 692 pts PB      |
| Records et Performances - AR : Record continental (area record) - CR : Record des championnats (championship record) - MR : Record du meeting (meet record) - NR : Record national (national record) - OR : Record olympique (olympic record) - PR : Record paralympique (paralympic record) - PB : Record personnel (personal best) - SB : Meilleure performance personnelle de la saison (season's best) - WL : Meilleure performance mondiale de l'année (world leader) - WJR : Record du monde junior (world junior record) - WR : Record du monde (world record) Circonstances et Conditions - DNF : N'a pas terminé (did not finish) - DNS : N'a pas pris le départ (did not start) - DQ : Disqualification (disqualification) - NM : Aucun essai valable enregistré (No Mark) - Q : Qualifié « directement » au prochain tour (ou à la prochaine compétition), lors d'une compétition majeure, grâce au classement ou à la réalisation des minima (automatic qualifier) - q : Qualifié au prochain tour (ou à la prochaine compétition), lors d'une compétition majeure, grâce au repêchage ou à la réalisation de l'une des meilleures performances parmi celles des « non qualifiés directement » (grâce au meilleur temps ou à la meilleure distance par exemple) (secondary qualifier) |                                                                   |                        |                                                                  |                     |                                                                    |                   |

### Femmes
| Épreuves | Or                                                                         | Or             | Argent                                                                             | Argent         | Bronze                                                                    | Bronze      |
| --- | -------------------------------------------------------------------------- | -------------- | ---------------------------------------------------------------------------------- | -------------- | ------------------------------------------------------------------------- | ----------- |
| 100 m (vent : m/s) | Vittoria Fontana Italie                                                    | 11.40 NU20R    | N'Ketia Seedo Pays-Bas                                                             | 11.40          | Jaël Bestué Espagne                                                       | 11.59       |
| 200 m (vent : m/s) | Amy Hunt Grande-Bretagne                                                   | 22.94          | Gémima Joseph France                                                               | 23.60          | Lucie Ferauge Belgique                                                    | 23.63       |
| 400 m | Polina Miller Athlète neutre autorisé                                      | 51.72 EU23L    | Amber Anning Grande-Bretagne                                                       | 52.18 PB       | Barbora Malíková Tchéquie                                                 | 52.37 NU20R |
| 800 m | Isabelle Boffey Grande-Bretagne                                            | 2:02.92 EU20L  | Delia Sclabas Suisse                                                               | 2:03.36        | Keely Hodgkinson Grande-Bretagne                                          | 2:03.40 PB  |
| 1 500 m | Delia Sclabas Suisse                                                       | 4:25.95        | Sarah Healy Irlande                                                                | 4:27.14        | Tugba Toptaş Turquie                                                      | 4:28.13     |
| 3 000 m | Zofia Dudek Pologne                                                        | 9:30.06        | Mariana Machado Portugal                                                           | 9:30.66        | Elisa Ducoli Italie                                                       | 9:32.42     |
| 5 000 m | Klara Lukan Slovénie                                                       | 16:03.62 EU20L | Nadia Battocletti Italie                                                           | 16:09.39 PB    | Laura Valgreen Petersen Danemark                                          | 16:10.44 PB |
| 100 m haies (vent : m/s) | Tilde Johansson Suède                                                      | 13.16 EU20L    | Pia Skrzyszowska Pologne                                                           | 13.35 PB       | Lucy-Jane Matthews Grande-Bretagne                                        | 13.38 NU18B |
| 400 m haies | Femke Bol Pays-Bas                                                         | 56.25          | Sára Mátó Hongrie                                                                  | 56.89 NU23R    | Sara Gallego Espagne                                                      | 57.44 SB    |
| 3 000 m steeple | Paula Schneiders Allemagne                                                 | 10:08.66 PB    | Claire Palou France                                                                | 10:12.31 NU20R | Josina Papenfuß Allemagne                                                 | 10:12.42    |
| 4 × 100 m | Grande-Bretagne Cassie-Ann Pemberton Amy Hunt Georgina Adam Immanuela Aliu | 44.11          | Pays-Bas Minke Bisschops Zoë Sedney Demi van den Wildenberg N'Ketia Seedo          | 44.21          | Allemagne Kathleen Reinhardt Denise Uphoff Chiara Schimpf Talea Prepens   | 44.34       |
| 4 × 400 m | Grande-Bretagne Natasha Harrison Isabelle Boffey Louise Evans Amber Anning | 3:33.03 WU23L  | Biélorussie Katsiaryna Zhyvayeva Asteria Limai Valiantsina Chymbar Alina Luchshava | 3:37.06 NU20R  | Pologne Aleksandra Formella Sara Neumann Aleksandra Wsołek Susane Lächele | 3:37.13     |
| 10 000 m marche | Meryem Bekmez Turquie                                                      | 44:44.50       | Evin Demir Turquie                                                                 | 46:38.68       | Mariona García Espagne                                                    | 46:50.50 PB |
| Saut en hauteur | Yaroslava Mahuchikh Ukraine                                                | 1.92           | Adelina Khalikova Athlète neutre autorisé                                          | 1.90 =WU18L    | Natalya Spiridonova Athlète neutre autorisé                               | 1.87        |
| Saut à la perche | Aksana Gataullina Athlète neutre autorisé                                  | 4.36 EU20L     | Marie-Julie Bonnin France                                                          | 4.16 PB        | Elien Vekemans Belgique                                                   | 4.16        |
| Saut en longueur | Larissa Iapichino Italie                                                   | 6.58           | Tilde Johansson Suède                                                              | 6.52           | Holly Mills Grande-Bretagne                                               | 6.50        |
| Triple saut | Spiridoula Karidi Grèce                                                    | 14.00 NU20R    | Aleksandra Nacheva Bulgarie                                                        | 13.81          | Rūta Lasmane Lettonie                                                     | 13.48       |
| Lancer du poids | Jorinde van Klinken Pays-Bas                                               | 17.39          | Pınar Akyol Turquie                                                                | 16.19 WU18L    | Erna Sóley Gunnarsdóttir Islande                                          | 15.65       |
| Lancer du disque | Alida van Daalen Pays-Bas                                                  | 55.92 NU18B    | Özlem Becerek Turquie                                                              | 54.17          | Amanda Ngandu-Ntumba France                                               | 53.22       |
| Lancer du marteau | Valeriya Ivanenko Ukraine                                                  | 65.83          | Samantha Borutta Allemagne                                                         | 63.53          | Zsanett Németh Hongrie                                                    | 61.99       |
| Lancer du javelot | Carolina Visca Italie                                                      | 56.48          | Julia Ulbricht Allemagne                                                           | 54.98          | Gedly Tugi Estonie                                                        | 54.52 PB    |
| Heptathlon | María Vicente Espagne                                                      | 6115 NR, WU20L | Kate O'Connor Irlande                                                              | 6093           | Annik Kälin Suisse                                                        | 6069 PB     |
| Records et Performances - AR : Record continental (area record) - CR : Record des championnats (championship record) - MR : Record du meeting (meet record) - NR : Record national (national record) - OR : Record olympique (olympic record) - PR : Record paralympique (paralympic record) - PB : Record personnel (personal best) - SB : Meilleure performance personnelle de la saison (season's best) - WL : Meilleure performance mondiale de l'année (world leader) - WJR : Record du monde junior (world junior record) - WR : Record du monde (world record) Circonstances et Conditions - DNF : N'a pas terminé (did not finish) - DNS : N'a pas pris le départ (did not start) - DQ : Disqualification (disqualification) - NM : Aucun essai valable enregistré (No Mark) - Q : Qualifié « directement » au prochain tour (ou à la prochaine compétition), lors d'une compétition majeure, grâce au classement ou à la réalisation des minima (automatic qualifier) - q : Qualifié au prochain tour (ou à la prochaine compétition), lors d'une compétition majeure, grâce au repêchage ou à la réalisation de l'une des meilleures performances parmi celles des « non qualifiés directement » (grâce au meilleur temps ou à la meilleure distance par exemple) (secondary qualifier) |                                                                            |                |                                                                                    |                |                                                                           |             |